# في مهب الريح (مسلسل)
سنوات في مهب الريح (بالتركية: Doludizgin yillar)‏ مسلسل تليفزيوني تركي من إنتاج عام 2012 يروي قصة حب رومانسية تنشأ بين شاب ثري وفتاة من أسرة فقيرة في قالب من الرومانسية والدراما الاجتماعية.

## القصة
يحكي المسلسل قصة حب بين شاب غني ومن أسرة راقية وفتاة فقيرة من أسرة بسيطة، حيث يلتقي الشاب والفتاة في ظروف عجيبة فيقع في حبها لكنه يتعرض لمضايقات من طرف عائلته التي لا تعرف معنى العاطفة ووسط هذه الأحداث يحاول الشاب والفتاة إنجاح علاقتهما رغم ما يتعرضان له.

## شخصيات المسلسل
- سلوى
- يوسف
- علي عمر
- حميدة
- محمد
- بادية
- ممتاز
- يحيى
- منار
- سلطانة
- سيدرا
- اريج